# Patrick Heinz
Patrick Heinz (* 14. Dezember 1978 in Iserlohn) ist ein ehemaliger deutscher Eishockeyspieler, der eine Spielzeit bei den Iserlohn Roosters in der Deutschen Eishockey Liga verbracht hat.

## Karriere
Patrick Heinz spielte in der Nachwuchsabteilung des Iserlohner EC. In der Saison 1999/00 lief er für den Deggendorfer SC in der Oberliga auf. Die Saison 2000/01 verbrachte er wieder in seiner Heimatstadt Iserlohn, wo er für die Iserlohn Roosters in der Deutschen Eishockey Liga spielte. Zusätzlich absolvierte Heinz drei Spiele in der Western Professional Hockey League. 2001 wechselte der Stürmer zum ESC Hamm in die Regionalliga. Hier blieb er zwei Spielzeiten, bis er 2003 seine Karriere beendete.

## Karrierestatistik

### International
Vertrat Deutschland bei:
- U18-Junioren-Europameisterschaft 1996

(Legende zur Spielerstatistik: Sp oder GP = absolvierte Spiele; T oder G = erzielte Tore; V oder A = erzielte Assists; Pkt oder Pts = erzielte Scorerpunkte; SM oder PIM = erhaltene Strafminuten; +/− = Plus/Minus-Bilanz; PP = erzielte Überzahltore; SH = erzielte Unterzahltore; GW = erzielte Siegtore; 1 Play-downs/Relegation; Kursiv: Statistik nicht vollständig)